# Židovský hřbitov v Hranicích
Židovský hřbitov v Hranicích je hřbitov založený hranickými židy pravděpodobně v polovině třicátých let 17. století. Nejstarší čitelný náhrobek pochází z roku 1686, k poslednímu pohřbu došlo roku 1965. Hřbitov byl poškozen během nacistické okupace. V roce 1989 došlo k jeho částečné demolici, v roce 1994 k jeho renovaci.
Hřbitov nesloužil pouze potřebám komunity v Hranicích, pohřbení jsou i židé z Potštátu, Oder, Nového Jičína, Valašského Meziříčí či Vsetína. V průběhu 18. a 19. století zde proběhlo na 1000 pohřbů. Dochovalo se 676 náhrobků, mezi nimiž je například hrob Julia Freuda (bratr Sikmunda Freuda) či Oskara Kafky (bratranec Franze Kafky).
Hřbitov je chráněn jako kulturní památka České republiky.

## Galerie

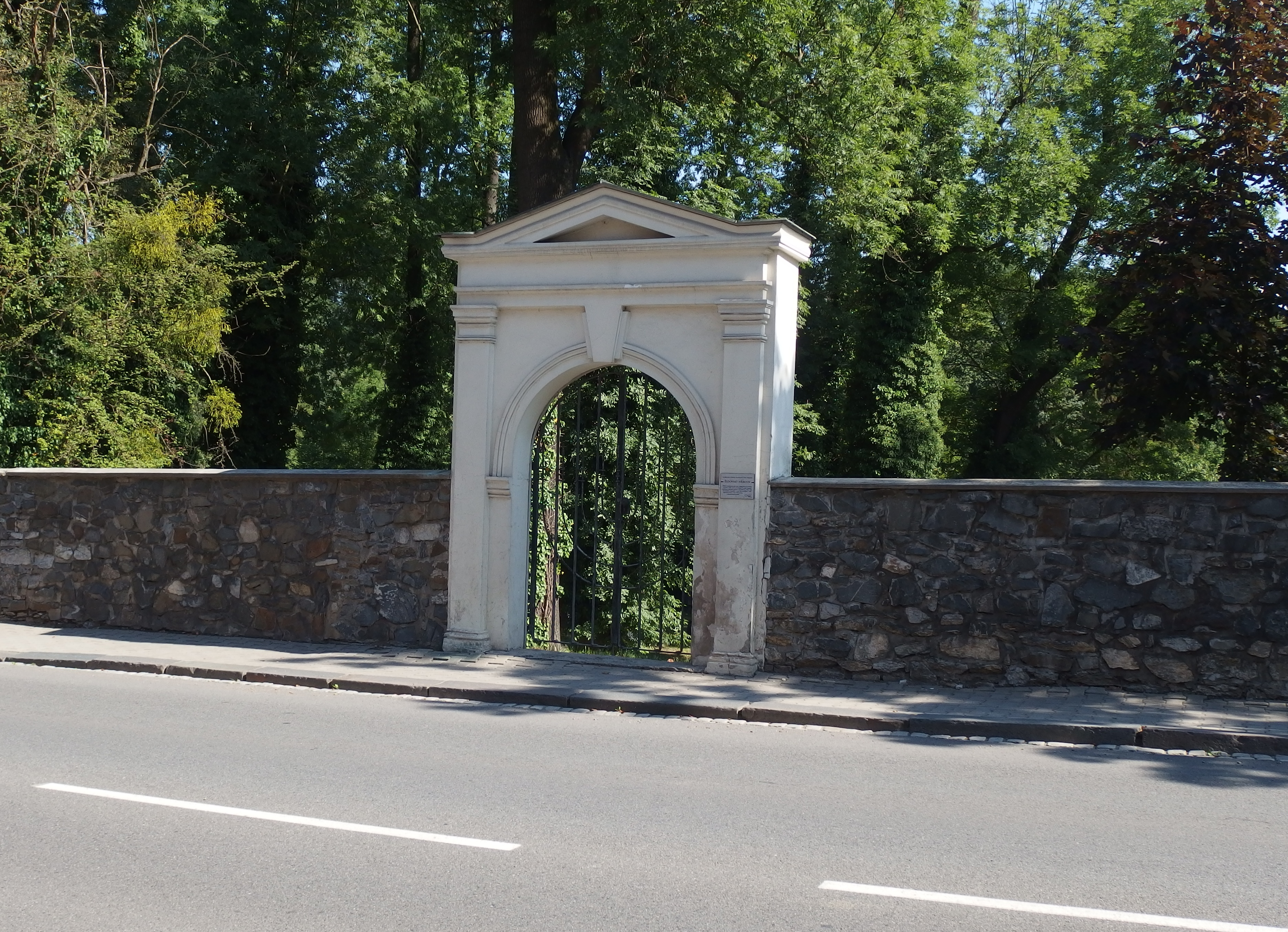
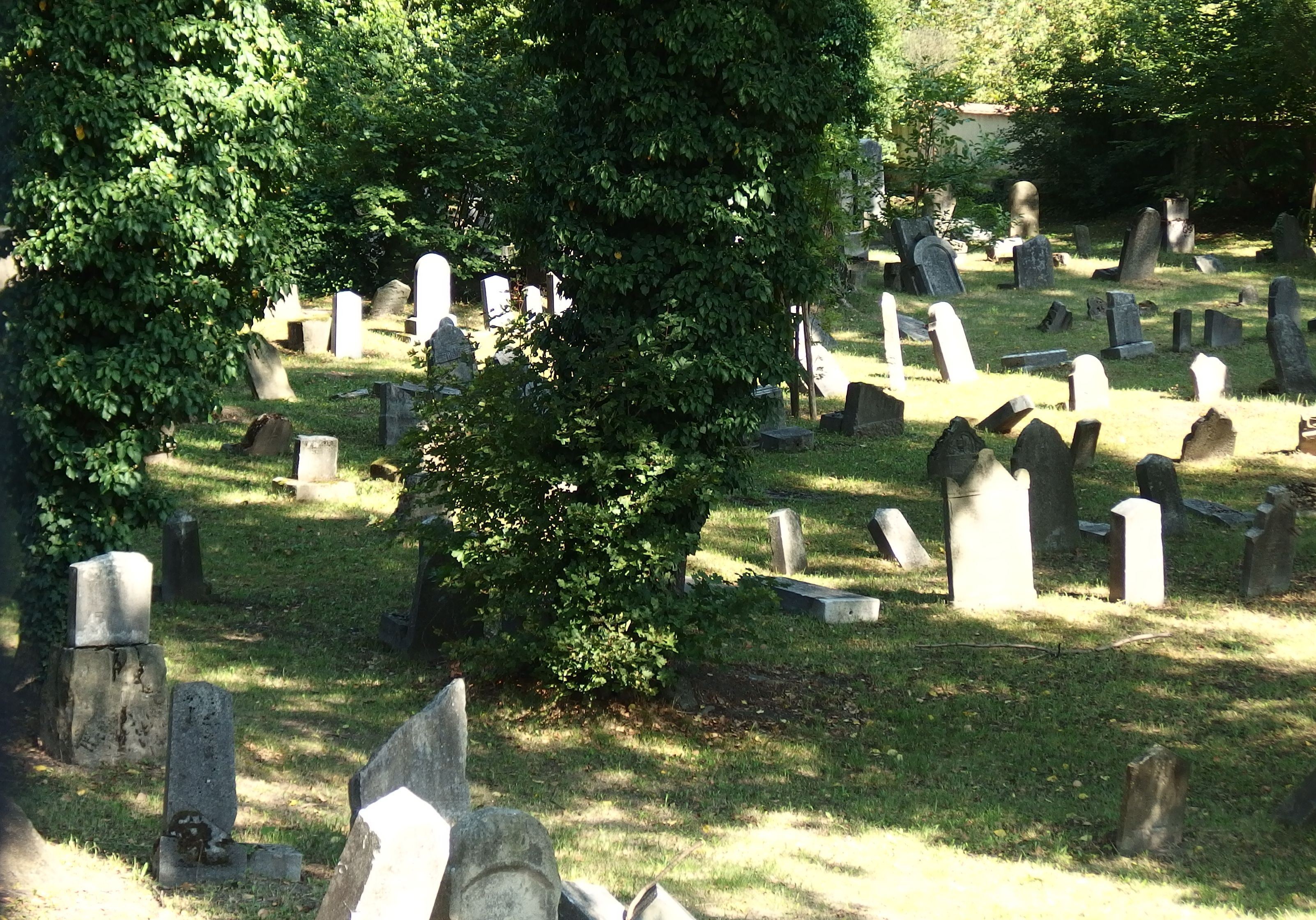
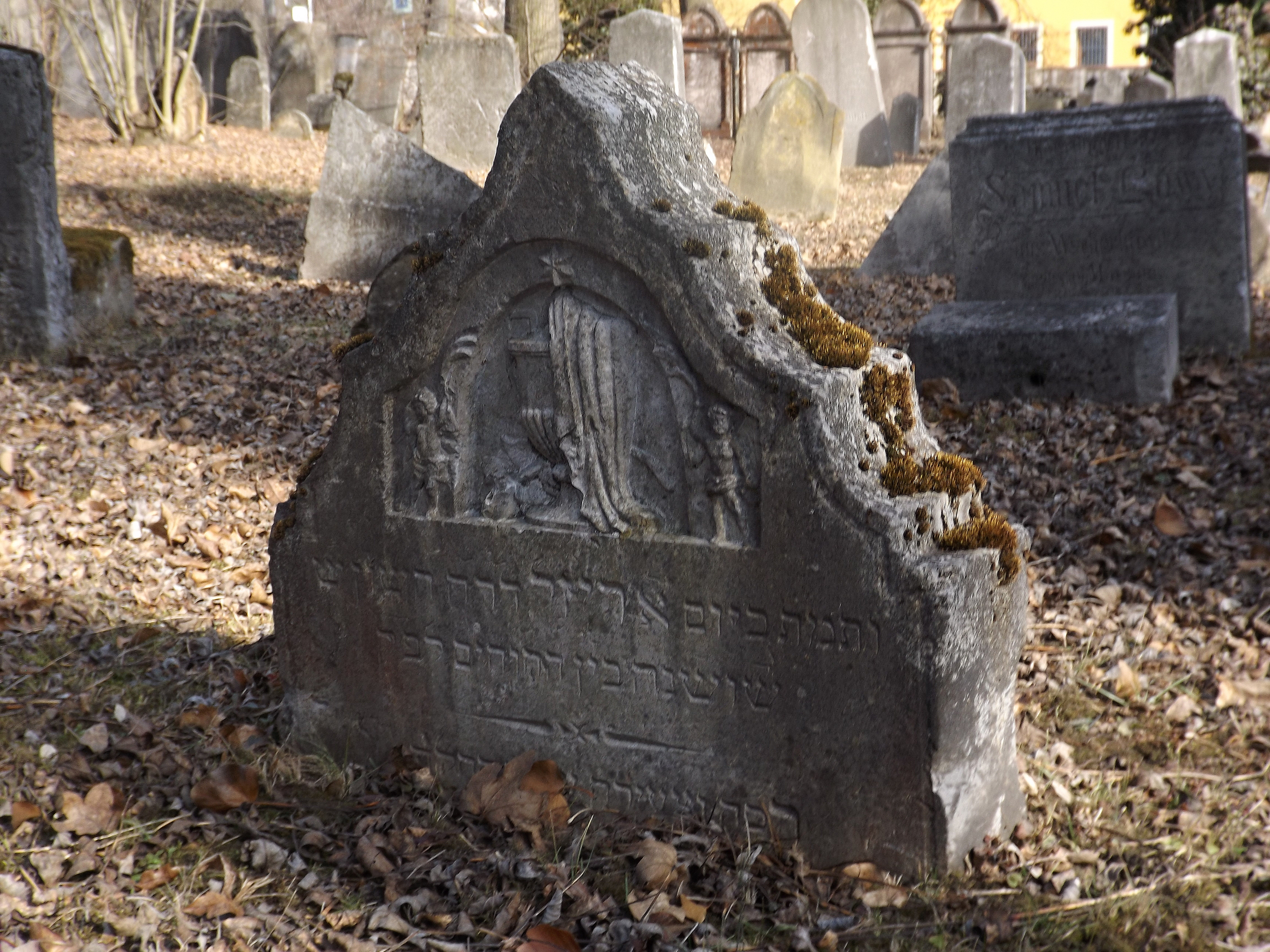
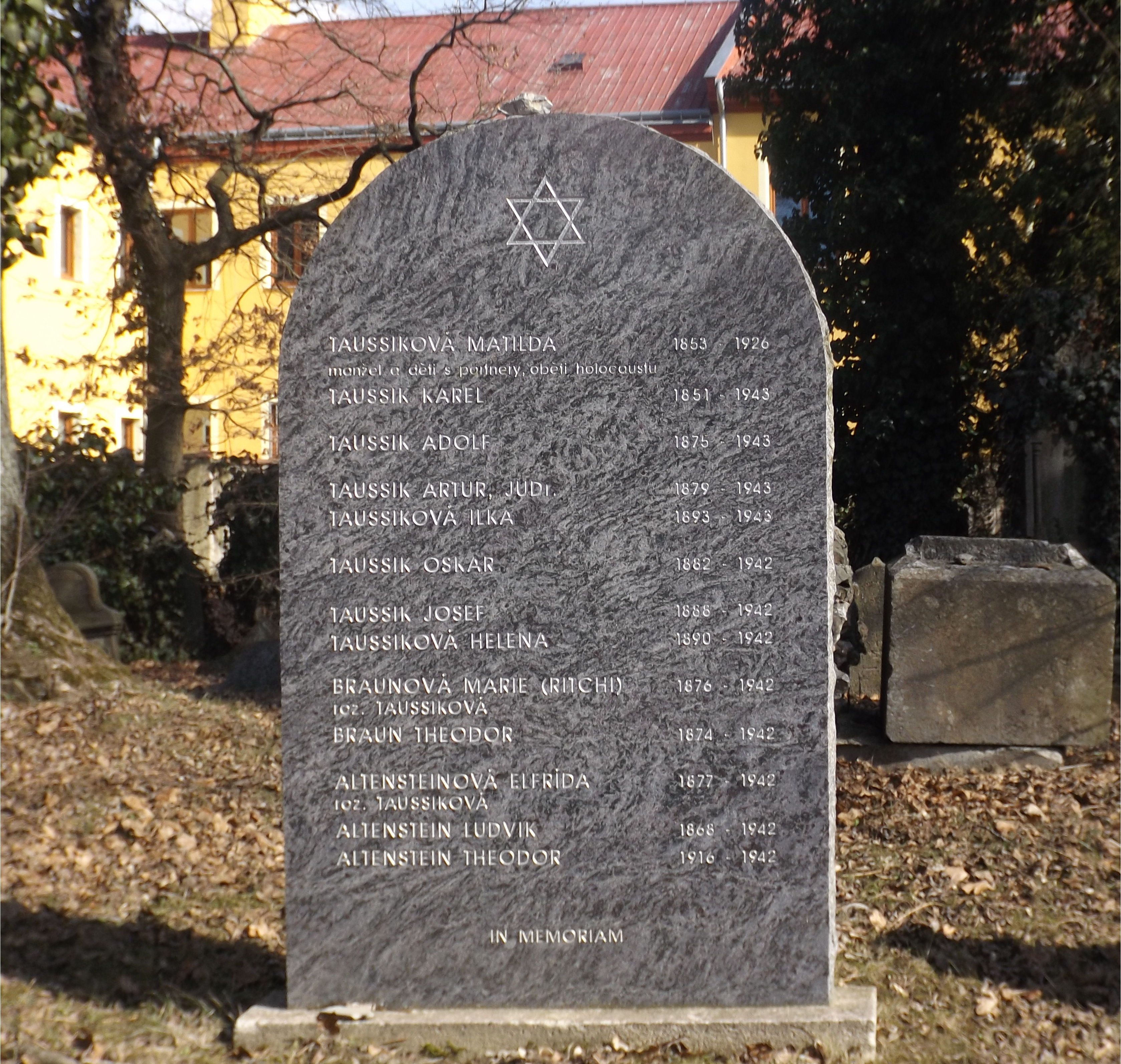
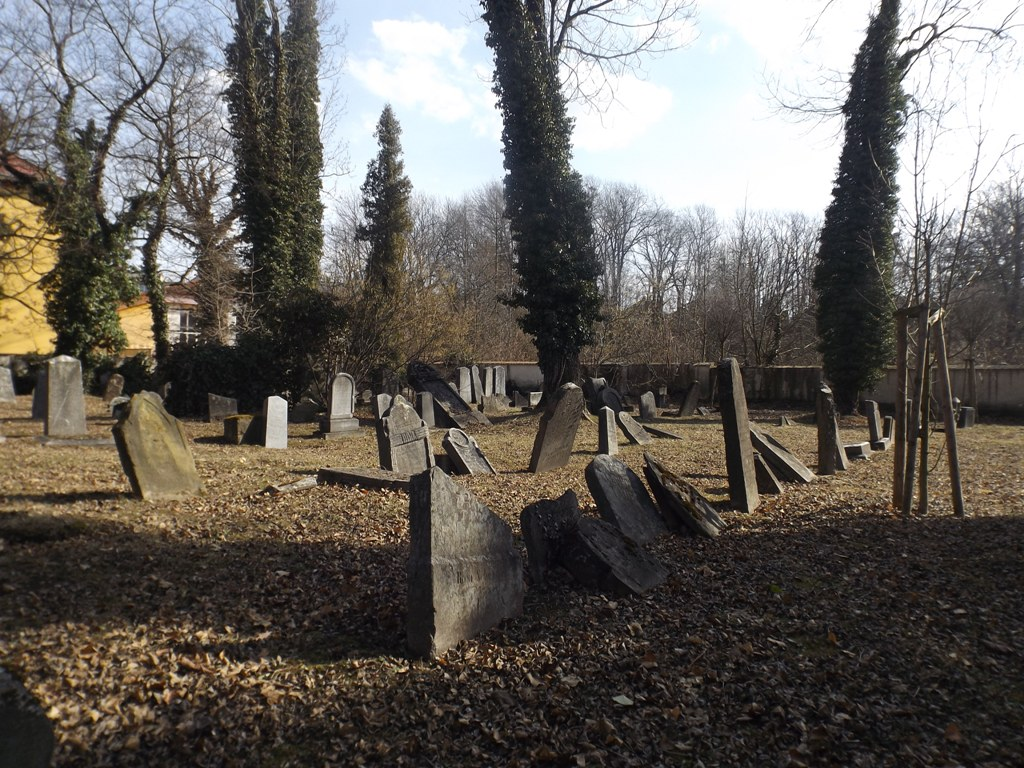